# Parastagmatoptera zernyi
Parastagmatoptera zernyi är en bönsyrseart som beskrevs av Max Beier 1930. Parastagmatoptera zernyi ingår i släktet Parastagmatoptera och familjen Mantidae. Inga underarter finns listade i Catalogue of Life.